# Heimberg (Berna)
Heimberg és un municipi del cantó de Berna (Suïssa), situat al districte de Thun.